# Franciszek Sawicki (duchowny)
Franciszek Sawicki (ur. 13 lipca 1877 w Godziszewie, zm. 7 października 1952 w Pelplinie) – ksiądz katolicki, profesor, filozof, jedyny członek Kapituły Chełmińskiej, który przeżył tzw. krwawą jesień pelplińską w 1939.

## Życiorys
Do gimnazjum uczęszczał w Tczewie, Chełmnie i Collegium Marianum w Pelplinie. Ukończył Wyższe Seminarium Duchowne w Pelplinie. Święcenia kapłańskie otrzymał 1 kwietnia 1900. Po krótkiej pracy na terenie Gdańska udał się na studia teologiczne na Uniwersytecie we Fryburgu, gdzie się doktoryzował u prof. Braiga. Po doktoracie powrócił do Pelplina, gdzie powołano go na stanowisko profesora w Seminarium. Wykładał tam do śmierci, z przerwą na lata okupacyjne (1939-1945). Wykładał głównie filozofię, dogmatykę, apologetykę, a także okresami prawo kanoniczne i teologię moralną. W czasie II wojny światowej był jedynym duszpasterzem Pelplina. 
Publikował w języku polskim i niemieckim. Konsekwentnie odrzucał propozycje objęcia katedr na innych uczelniach niż pelplińska (Uniwersytet Warszawski, Uniwersytet Wileński, uczelnie zagraniczne). Chętnie udzielał natomiast wykładów otwartych, tak w Polsce, jak i w Niemczech. Znalazł się wśród doktorów honoris causa Katolickiego Uniwersytetu Lubelskiego (1952). 
Był przede wszystkim filozofem życia. Kładł nacisk nie tylko na przezwyciężanie teoretycznych trudności filozoficznych, ale głównie na pogłębianie mądrości życiowej.  Swoje wyniki konfrontował z myślą św. Tomasza z Akwinu, św. Augustyna, Platona, Arystotelesa i filozofów współczesnych. Starał się wykazywać życiową wartość chrześcijańskiego poglądu na życie i świat.
Był członkiem Poznańskiego Towarzystwa Przyjaciół Nauk.
W 1948 r. w Krakowie wydał książkę „Fenomenologia wstydliwości. Z problemów moralności seksualnej”. Cytuje ją Jan Paweł II w swych katechezach o Teologii ciała.